# Lycosella minuta
Lycosella minuta är en spindelart som beskrevs av Tord Tamerlan Teodor Thorell 1890. Lycosella minuta ingår i släktet Lycosella och familjen vargspindlar. Inga underarter finns listade i Catalogue of Life.